# ۷۱ (عدد)
۷۱ (عدد)
۷۱(هفتاد و یک) یک عدد طبیعی است که بعد از 70 و قبل از ۷۲ قرار دارد.

## در علم
- عدد اتمی لوتسیوم